# Спортивная гимнастика на летних Олимпийских играх 1960 — командное многоборье (мужчины)
Результаты соревнований по спортивной гимнастике в мужском командном многоборье на летних Олимпийских играх 1960 года в Риме.

## Упражнения
В мужское командное многоборье входят упражнения: опорные прыжки,  вольные упражнений и  упражнениях на снарядах: коне, кольцах, брусьях и перекладине.
До 1996 г. участники чемпионатов мира и Олимпийских игр  должны были выполнять  обязательные упражнения, составленные Международной федерацией гимнастики (ФИЖ) и произвольные (составленные самими спортсменами с соблюдением определенных требований к трудности) упражнения. После 1996 г. обязательные упражнения были отменены, и гимнасты стали исполнять на всех соревнованиях только произвольные упражнения.

## Программа
| Дата            | Название     | Упражнения   |
| --------------- | ------------ | ------------ |
| 5 сентября 1960 | Квалификация | Обязательные |
| 7 сентября 1960 | Квалификация | Произвольные |

## Итоги командного многоборья

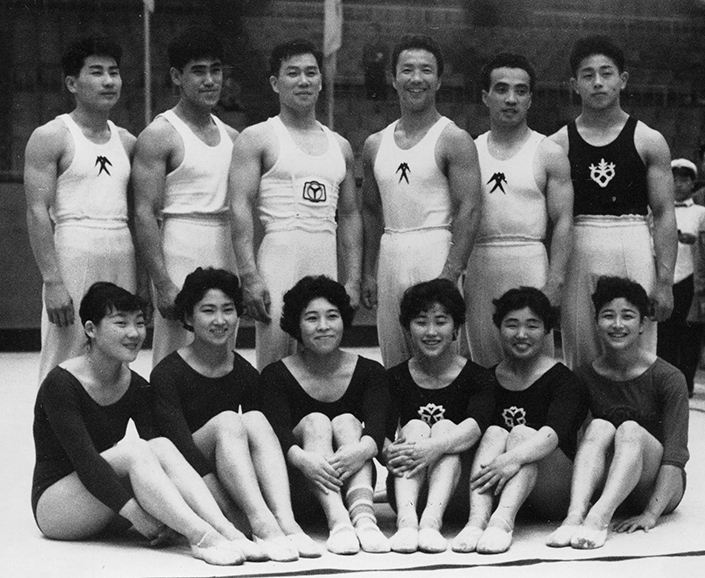
Команда Японии по спортивной гимнастике на Олимпийских играх 1960

В командных соревнованиях победили сборные Японии (золото), СССР (серебро) и Италии (бронза).
| Место | Страна          | Всего очков |
|       | Япония          | 575.20      |
|       | СССР            | 572.70      |
|       | Италия          | 559.05      |
| 4     | Чехословакия    | 557.15      |
| 5     | США             | 555.20      |
| 6     | Финляндия       | 554.45      |
| 7     | Германия        | 553.35      |
| 8     | Швейцария (SUI) | 551.45      |
| 9     | Югославия       | 550.80      |
| 10    | Польша          | 546.60      |
| 11    | Болгария        | 546.60      |
| 12    | Венгрия         | 545.45      |
| 13    | Франция         | 536.90      |
| 14    | Швеция          | 532.95      |
| 15    | ОАР             | 518.65      |
| 16    | Австрия         | 517.25      |
| 17    | Люксембург      | 516.90      |
| 18    | Испания         | 512.65      |
| 19    | Великобритания  | 510.80      |
| 20    | Марокко         | 338.00      |